# Kōtetsu Sangokushi
Kōtetsu Sangokushi (鋼鉄三国志?) è una serie televisiva anime trasmessa in Giappone dal 5 aprile 2007 al 27 settembre 2007 per venticinque episodi e vagamente ispirata a Il romanzo dei tre regni.

## Personaggi e doppiatori
- Chouhi Ekitoku  - (Nome cinese: Zhang Fei) - (Doppiatore: Onosaka Masaya)
- Chouryou Bun'en - (Nome cinese: Zhang Liao) - (Doppiatore: Yamaguchi Kappei)
- Choushou Shifu - (Nome cinese: Zhang Zhao) - (Doppiatore: Miyazawa Tadashi)
- Chou'un Shiryuu - (Nome cinese: Zhao Yun) - (Doppiatore: Sugiyama Noriaki)
- Kannei Kouha - (Nome cinese: Gan Ning) - (Doppiatore: Suwabe Junichi)
- Kan'u Unchou - (Nome cinese: Guan Yu) - (Doppiatore: Ohkawa Tohru)
- Kougai Koufuku (Nome cinese: Huang Gai) - (Doppiatore: Ohkawa Tohru)
- Kouso Genyou - (Nome cinese: Huang Zu) - (Doppiatore: Okiayu Ryotaro)
- Kyocho Chuukou (Nome cinese: Xu Zhu)
- Rikuson Hakugen (Nome cinese: Lu Xun) - (Doppiatore: Miyano Mamoru)
- Roshuku Shikei - (Nome cinese: Lu Su) - (Doppiatore: Nojima Kenji)
- Ryomou Shimei - (Nome cinese: Lu Meng) - (Doppiatore: Ishida Akira)
- Ryousou Kouketsu - (Nome cinese: Ling Cao) - (Doppiatore: Inoue Kazuhiko)
- Ryoutou Kouseki - (Nome cinese: Ling Tong) - (Doppiatore: Saiga Mitsuki)
- Ryuubi Gentoku - (Nome cinese: Liu Bei) - (Doppiatore: Satou Rina)
- Shoukatsukin Shiyu - (Nome cinese: Zhuge Jin) - (Doppiatore: Yusa Kouji)
- Shoukatsuryou Koumei - (Nome cinese: Zhuge Liang) - (Doppiatore: Koyasu Takehito)
- Shuutai Youhei (Nome cinese: Zhou Tai)
- Shuuyu Koukin  (Nome cinese: Zhou Yu) - (Doppiatore: Miki Shinichiro)
- Sonken Chuubou 孫権仲謀 (Nome cinese: Sun Quan) - (Doppiatore: Nabatame Hitomi)
- Sonsaku Hakufu - (Nome cinese: Sun Ce) - (Doppiatore: Matsumoto Yasunori)
- Soujin Shikou - (Nome cinese: Cao Ren)- (Doppiatore: Iwasaki Masami)
- Sousou Moutoku (Nome cinese: Cáo Cāo) - (Doppiatore: Mitsuya Yuji)
- Taishiji Shigi (Nome cinese: Taishi Ci) - (Doppiatore: Itou Kentarou)

## Episodi
| Nº | Titolo italiano Giapponese 「Kanji」 - Rōmaji                                                                                                   | In onda           | In onda |
| Nº | Titolo italiano Giapponese 「Kanji」 - Rōmaji                                                                                                   | Giapponese        |         |
| 1  | Koumei who Stands in Opposition, the Freeing of Rikuson the Crimson at Koutou 「在野の孔明、深紅の陸遜を江東に放つ」                            | 5 aprile 2007     |         |
| 2  | Rikuson at a Loss, his Discovery of Sonken in Go's Capital 「彷徨える陸遜、呉の都に孫権を見出す」                                               | 12 aprile 2007    |         |
| 3  | Assemble at Koutou's lands, young patriots 「若き志士ども、江東の大地に集結す」                                                                 | 19 aprile 2007    |         |
| 4  | The Lone-Eyed Hero Entrusts Ryoutou with the Principles of a Warrior 「隻眼の勇者、戦士の道を凌統に託す」                                       | 26 aprile 2007    |         |
| 5  | A Grieving Ryoutou Roars in Agony as he Hunts Down a Bitter Enemy 「嘆きの凌統、仇敵を求めて咆哮す」                                            | 3 maggio 2007     |         |
| 6  | In his Sorrow, Kannei of Suzu, Shoots an Arrow into the Battlefield 「鈴の甘寧、悲しき一矢を戦場に射る」                                        | 10 maggio 2007    |         |
| 7  | A Bewildered Rikuson Sees the Light in a Reunion with his Teacher 「惑いし陸遜、師との再会に光を見る」                                          | 17 maggio 2007    |         |
| 8  | Shokatsuryou Koumei Inspires Sonken of Go with his Idea 「諸葛亮孔明、論を以て呉の孫権を動かす」                                                | 24 maggio 2007    |         |
| 9  | The Young Warriors Assemble at Koutou's Hills and Rivers for Training 「若武者集いて、江東の山河に己を磨く」                                    | 31 maggio 2007    |         |
| 10 | Sou Moutoku Pushes a Red Wall, Drawing Near Son Go 「曹孟徳、赤き壁を駆りて孫呉へ迫る」                                                         | 14 giugno 2007    |         |
| 11 | Go's Six Steeds Cause the Dawn Over Choukou to Gleam Red 「呉の六駿、夜明けの長江に紅く煌く」                                                   | 21 giugno 2007    |         |
| 12 | Ingenuity and Cunning, the Sound of the Ominous Flute Reverberates Across the Lake Shore 「知略と鬼略、妖しき笛の音湖畔に木霊す」               | 28 giugno 2007    |         |
| 13 | Bi Shuurou Stands Upon the Battlefield to Guide Rikuson 「美周郎、戦野に立ちて陸遜を導く」                                                      | 5 luglio 2007     |         |
| 14 | The Wail of Son Go Wavers in Repose Offered by the Six Steeds 「孫呉の慟哭、六駿鎮魂に揺らめく」                                                | 12 luglio 2007    |         |
| 15 | Gloomy Rikuson Vows to Recover with Sonken's Smile 「憂いし陸遜、孫権の微笑に再起を誓す」                                                       | 19 luglio 2007    |         |
| 16 | Kan'u's Roar Strikes Rikuson which Forces him to Hold Determination 「関羽の咆哮、陸遜を撃ちて覚悟を迫る」                                      | 26 luglio 2007    |         |
| 17 | Reunion at the Thatched Hut, the Deep Connection Between Master and Disciple, Wedged Together in Ekishuu 「草庵の再会、師弟の深縁益州に交叉す」 | 2 agosto 2007     |         |
| 18 | The Sworn Brothers of the Peach Garden see the Flower of Ties in the Fields and Mountains of Shoku 「桃園の義兄弟、蜀の山野にて絆の花を見る」   | 9 agosto 2007     |         |
| 19 | Courageous Taishiji Stands Tall on the Earth of the Central Plains 「猛き太史慈、中原の大地に仁王立つ」                                         | 16 agosto 2007    |         |
| 20 | Amou of Go Rises from Obscurity by Using His Young Wisdom 「呉下の阿蒙、若き智を用いてその身を起こす」                                          | 23 agosto 2007    |         |
| 21 | Kouryou's Setting Sun Seizes a Warrior's Soul 「江陵の落日、武人の魂を侵奪す」                                                                  | 30 agosto 2007    |         |
| 22 | Ryuubi Goes Insane and Becomes a Frozen Shadow Wandering in Koutou 「劉備乱心、凍てつく陰となりて江東を彷徨う」                                 | 6 settembre 2007  |         |
| 23 | Son Chuubou, in the Snowfield, Follows Rikuson to Escape from His Homeland 「雪原の孫仲謀、陸遜に従いて故国を脱す」                             | 13 settembre 2007 |         |
| 24 | Ryuubi's Weeping Gives a New Light to the Field 「劉備の落涙、新たな光明を野に示す」                                                            | 20 settembre 2007 |         |
| 25 | Riku Hakugen Dances on Gojouhen Where Red Stars Are Falling 「陸伯言、紅き星落つ五丈原に舞う」                                                  | 27 settembre 2007 |         |

## Colonna sonora
Sigla di apertura
- Nostalgia cantata da camino

Sigla di chiusura
- Kuon (久遠) cantata da Mamoru Miyano